# Tyrese Campbell
Pour les articles homonymes, voir Campbell.
Tyrese Campbell, né le 28 décembre 1999 à Cheadle Hulme en Angleterre, est un footballeur anglais qui joue au poste d'avant-centre à Sheffield United.

## Biographie

### Stoke City
En juillet 2016 Tyrese Campbell quitte Manchester City et rejoint Stoke City. Il devient un élément important des équipes de jeunes de Stoke City, où il inscrit beaucoup de buts, remportant même avec l'équipe des moins de 23 ans la FA Youth Cup en 2017.
Tyrese Campbell joue son premier match en professionnel le 24 février 2018, à l'occasion d'une rencontre de Premier League face à Leicester City. Il entre en jeu à la place de Mame Biram Diouf lors de cette rencontre où les deux équipes se neutralisent (1-1).

### Prêt à Shrewsbury Town
Le 31 janvier 2019 Tyrese Campbell est prêté jusqu'à la fin de la saison à Shrewsbury Town, en League One. Il joue son premier match le 2 février de la même année, lors de la défaite contre Luton Town (0-3). Il inscrit son premier but dès son deuxième match, le 16 février face à Burton Albion. Il joue un total de quinze matchs et marque cinq buts lors de son passage à Shrewsbury.

### Retour à Stoke City
De retour de son prêt, Tyrese Campbell est réintégré à l'équipe première de Stoke City pour la saison 2019-2020 de Championship. Il inscrit son premier but en Championship le 19 octobre 2019, en ouvrant le score lors de la victoire face au Fulham FC. Mais il est surtout utilisé par Nathan Jones (Welsh footballer) (en) comme un remplaçant sortant du banc en fin de match lors de la première partie de saison et son avenir semble incertain alors que son contrat se termine en juin prochain. Finalement, Jones est remplacé en novembre 2019 par Michael O'Neill sur le banc de Stoke et ce dernier donne davantage sa chance à Campbell. Le jeune attaquant marque alors plusieurs buts importants, notamment face à Sheffield Wednesday le 26 décembre, dans les derniers instants du match (victoire 3-2 de Stoke) et face à Huddersfield Town le 1er janvier 2020, où il contribue grandement à la victoire des siens en inscrivant deux buts et délivrant une passe décisive (2-5).
Campbell se blesse sérieusement au genou en décembre 2020, ce qui met un terme à sa saison 2020-2021. En avril 2021 il est encore en phase de rééducation et fait finalement son retour dans le groupe professionnel en octobre 2021.
Le 19 février 2022, Campbell réalise un doublé lors d'une rencontre de championnat face à Birmingham City. Il est titularisé et les deux équipes se neutralisent (2-2 score final).

### En sélection
Tyrese Campbell commence sa carrière international avec l'équipe d'Angleterre des moins de 16 ans, jouant un match avec cette sélection le 16 février 2015 contre la Suisse. Il entre en jeu et son équipe s'incline par trois buts à deux.
Il joue son premier match avec l'équipe d'Angleterre des moins de 20 ans le 14 novembre 2019 face au Portugal. Lors de cette rencontre il se distingue en inscrivant un doublé, contribuant à la victoire de son équipe (0-4).

## Vie personnelle
Tyrese Campbell est le fils de Kevin Campbell, ancien footballeur professionnel notamment passé par Arsenal et Everton.